# Finale della Coppa CERS 2009-2010
La finale della 30ª edizione della Coppa CERS si è disputata il 16 maggio 2010 presso il Palácio dos Desportos di Torres Novas, in Portogallo, tra gli spagnoli del Template:Hockey su pista Balnes e i connazionali del Liceo La Coruña.
Essa è stata vinta dal Liceo La Coruña, al terzo successo nella competizione, con il risultato di 7 a 2. 

## Le squadre
| Squadre         | Partecipazioni precedenti (il grassetto indica la vittoria) |
| --------------- | ----------------------------------------------------------- |
| Blanes          | Nessuna                                                     |
| Liceo La Coruña | 1982, 1999                                                  |

## Tabellino
| Torres Novas 16 maggio 2010 | Liceo La Coruña | 7 – 2 | Blanes | Palácio dos Desportos |